# Bertus de Harder
Bertus de Harder (L'Aia, 14 gennaio 1920 – Jeumont, 7 dicembre 1982) è stato un calciatore olandese, di ruolo attaccante.

## Carriera

### Nazionale
Tra il 1938 ed il 1955 ha segnato 3 gol in 12 presenze con la Nazionale olandese.

## Palmarès

### Giocatore

#### Competizioni nazionali
- Campionato francese: 1

Bordeaux:1949-1950
- Championnat National: 1

Bordeaux: 1953